# مجلة السنة
مجلة السُنة مجلة إسلامية تأسست في جمادى الأولى 1410هـ / كانون الأول ديسمبر 1989 في برمنغهام، بريطانيا على يد محمد سرور بن نايف زين العابدين، انطلقت المجلة من مركز دراسات السنة النبوية الذي أسسه محمد سرور أيضاً، سرعان ما أصبح لها شأن كبير بعد حرب الخليج الثانية عام 1991 بسبب صوغ الموقف السياسي بنظره إسلامية ثم ما لبثت أن منعت في معظم الدول العربية. توقفت المجلة عن الإصدار في ذو القعدة 1425هـ / مايو 2004 بمجموع 138 عدد تم إصداره. في افتتاحية العدد الأول كتب التحرير بعنوان إليكم أيها الدعاة:

## الوصلات الخارجية
- موسوعة مجلة السنة